# Биатлон на Зимским олимпијским играма 2014 — штафета мешовито
Такмичење мешовитих штафета у биатлону, дисциплини која је први пут на програму Зимских олимпијских игара 2014. у Сочију одржано је на комплексу за скијашко трчање и биатлон Лаура у Красној Пољани, Краснодарском крај 60 км удаљоној од Сочија 19. фебруара, 2014. са почетком у 20:00 часова по локалном времену.

## Правила такмичења
Мешовита штафета је најмлађа дисциплина у биатлону а састављена је од два мушкарце и две жене. Прво трче жене 2 х 6 км, а затим мушкарци 2 x 7,5 км. Остало је све исто као код других штафета. Сваки такмичар има два гађања - једно у лежећем и једно у стојећем ставу. За свако гађање (5 мета) такмичар има 8 метака, од којих 5 иду у шанжер, а преостала три (уколико буду потребни) морају се ручно напунити. Уколико и после испуцаних 8 метака, има непогођених мета, трчи се казнени круг од по 150 м за сваки промашај. Први тркачи свих екипа крећу у исто време, а сваки следећи, зависно од тога којим редом његов претходник из тима стигне на место предаје штафета. Предаја се врши додиривањем, на било ком месту на телу, у „зони“ предаје дугој 50 метара. Прво гађање, прве такмичарке је на мети која одговара стартном броју штафете, а друго по редоследу стизања на гађање.

## Земље учеснице
Учествало је 54 такмичара (16 штафета) из 16 земаља.
1. Аустрија 4
2. Белорусија 4
3. Канада 4
4. Чешка 4
5. Естонија 4
6. Француска 4
7. Немачка 4
8. Италија 4
9. Казахстан 4
10. Норвешка 4
11. Пољска 4
12. Русија 4
13. Словачка 4
14. Швајцарска 4
15. Украјина 4
16. Сједињене Америчке Државе 4

## Резултати
| Пласман | Ст. бр | Земља                                                                                        | П (Л+С)              | ВП                              | ПП         | ВЕ                                          | ПЕ            | Заостатак                               |
| ------- | ------ | -------------------------------------------------------------------------------------------- | -------------------- | ------------------------------- | ---------- | ------------------------------------------- | ------------- | --------------------------------------- |
|         | 2      | Тора Бергер · Тирил Екхоф · Оле Ејнар Бјерндален · Емил Хегле Свендсен · Норвешка            | 0+2 0+0 0+2          | 15:55,6 16:11,9 17:50,9 19:18,6 | 1 2 1 6    | 15:55,6 32:07,5 49:58,4 1:09:17,0 1:09:17,0 | 1 2 1         | 0,0 +1,1 0,0 0,0                        |
|         | 1      | Вероника Виткова · Габријела Соукалова · Јарослав Соукуп · Ондреј Моравец · Чешка            | 0+1 0+3 0+2 0+1 0+7  | 16:01,9 16:04,5 18:35,1 19:08,1 | 3 1 2 3    | 16:01,9 32:06,4 50:51,1 1:09:49,6 1:09:49,6 | 3 1 2 2       | +6,3 0,0 +43,1 +32,6 +32,6              |
|         | 4      | Доротеја Вијерер · Карин Оберхофер · Доминик Виндиш · Лукас Хофер · Италија                  | 0+1 0+4 0+0 0+6      | 15:57,9 16:28,0 18:46,6 19:02,7 | 2 3 6 2    | 15:57,9 32:25,9 51:12,5 1:10:15,2 1:10:15,2 | 2 3 3 3       | +2,3 +19,5 +1:14,1 +58,2 +58,2          |
| 4.      | 6      | Олга Зајцева · Олга Виљухина · Јевгениј Гараничев · Антон Шипулин · Русија                   | 0+3 0+2 1+3 0+0 1+8  | 16:35,7 16:39,3 19:08,2 18:41,2 | 11 6 10 1  | 16:35,7 33:15,0 52:23,2 1:11:04,4 1:11:04,4 | 11 8 5 1      | +40,1 +1:08,6 +2:24,8 +1:47,4 +1:47,4   |
| 5.      | 12     | Јана Герекова · Анастасија Кузмина · Павол Хурајт · Матеј Казар · Словачка                   | 0+5 0+2 0+1 0+10     | 16:33,1 16:33,3 18:49,3 19:09,0 | 10 4 7 4   | 16:33,1 33:06,4 51:55,7 1:11:04,7 1:11:04,7 | 7 9 6 7       | +35,5 +1:00,0 +1:57,3 +1:47,7 +1:47,7   |
| 6.      | 5      | Мари Дорен Абер · Анаис Бескон · Жан Гијом Беатрикс · Мартен Фуркад · Француска              | 0+2 1+4 0+1 1+8      | 16:18,4 17:11,9 18:37,8 19:56,2 | 7 12 3 12  | 16:18,4 33:33,0 52:08,1 1:12:04.3 1:12:04,3 | 10 5 6        | +22,8 +1:23,9 +2:09,7 +2:47,3 +2:47,3   |
| 7.      | 3      | Наталија Бурдига · Марија Панфилова · Андриј Дериземља · Сергиј Семенов · Украјина           | 0+2 0:1 1+3 0+2 1+8  | 16:06,4 17:07,3 19:23,0 19:28,5 | 5 11 12 8  | 16:06,4 33:13,7 52:36,7 1:12:05,2 1:12:05,2 | 5 7 8         | +10,8 +1:07,3 +2:38,8 +2:48,2 +2:48,2   |
| 8.      | 11     | Сузан Данкли · Хана Драјсигакер · Тим Берк · Лауел Бејли · Сједињене Америчке Државе         | 0+2 1+4 0+4 0+3 1+13 | 16:02,5 17:55,5 19:02,9 19:19,2 | 4 15 9 7   | 16:02,5 33:58,0 53:00,9 1:12:20,1 1:12:20,1 | 4 10 9        | +6,9 +1:51,6 +3:02,5 +3:03,1 +3:03,1    |
| 9.      | 9      | Лиза Тереза Хаузер · Катарина Инерхофер · Данијел Мезотич · Фридрих Пинтер · Аустрија        | 1+3 0+2 0+1 1+7      | 17:39,7 16:46,3 18:38,2 19:30,6 | 15 9 4 10  | 17:39,7 34:26,0 53:04,2 1:12:34,8 1:12:34,8 | 15 13 10      | +1:44,1 +2:19,6 +3:05,8 +3:17,8 +3:17,8 |
| 10.     | 8      | Људмила Каличник · Настасија Дубарезава · Владимир Чепелин · Јевгениј Абраменко · Белорусија | 0+0 0+5 0+4 0+0 0+9  | 16:29,6 17:45,2 19:27,9 19:29,1 | 9 14 12 9  | 16:29,6 34:14,8 53:44,7 1:13:11,8 1:13:11,8 | 9 12 14 11    | +34,0 +2:08,4 +3:44,3 +3:54,8 +3:54,8   |
| 11.     | 10     | Меган Имри · Розана Крофорд · Брендан Грин · Скот Пера · Канада                              | 0+2 0+1 0+2 0+3 0+8  | 17:46,6 16:46,6 19:00,0 19:53,9 | 16 10 8 11 | 17:49,8 34:36,4 53:36,4 1:33:27,7 1:33:27,7 | 16 15 13 12   | +1:54,2 +2:30,0 +3:38,0 +4:10,7 +4:10,7 |
| 12.     | 13     | Елиза Гаспарин · Селина Гаспарин · Банјамин Вегер · Симон Халенбартер · Швајцарска           | 0+4 0+2 0+1 0+9      | 17:27,7 16:44,3 19:12,4 20:09,5 | 14 7 11 13 | 17:27,7 34:12,0 53:24,4 1:33:33,9 1:33:33,9 | 14 11 11 13   | +1:32,1 +2:05,6 +3:24,0 +4:16,9 +4:16,9 |
| 13.     | 14     | Кристина Палка · Магдалена Гвиздоњ · Лукаш Шчурек · Кшиштоф Пливачик · Пољска                | 0+1 0+2 0+1 0+2 0+6  | 16:09,9 16:45,8 20:28,9 20:11,4 | 6 8 16 14  | 16:09,9 32:55,7 53:24,6 1:13:56,0 1:13:56,0 | 6 4 12 14     | +14,3 +49,3 +3:26,2 +4:19,0 +4:19,0     |
| 14.     | 15     | Јелена Хрусталева · Дарја Усанова · Јан Савицки · Антон Пантов · Казахстан                   | 0+0 0+1 0+3 0+2 0+6  | 16,56,5 17,30,3 22,08,5 21,11,0 | 12 13 15   | 16:56,5 34:26,8 54:55,3 1:15:46,6 1:15:46,6 | 12 14 15 15   | +1:00,9 +2:20,4 +4:36,9 +6:29,4 +6:29,4 |
| 15      | 16     | Кадри Лехтла · Дарја Јурлова · Каури Коив · Данил Степченко · Естонија                       | 0+4 1+4 0+3 5+6 6+17 | 17:09,6 18:58,8 19:24,8         | 13 16 13   | 17:09,6 36:08,4 55:33,2                     | 16 15 13 Круг | +1:54,2 +2:30,0 +3:38,0                 |
| Диск.   | 7      | Еви Захенбахер-Штеле · Лаура Далмајер · Данијел Бем · Симон Шемп · Немачка                   | 0+4 0+1 0+4 0+0 0+9  | 16:27,6 16:39,0 18:38,7 19:13,0 | 8 5 5 5    | 16:27,6 33:06,6 51:45,3 1:10:58,3 1:10:58,3 | 8 8 4         | +32,0 +1:00,2 1:46,9 1:41,3 1:41,3      |